# Palamós (Sant Guim de Freixenet)
Palamós és una entitat de població del municipi de Sant Guim de Freixenet, a la comarca de la Segarra. La masia i antiga quadra se situa al sud-oest del terme municipal, vers el pendent de la vall del riu Ondara, al peu de la serra de Montlleó. Al segle xix formava un municipi amb el poble de la Rabassa.